# Julius Scriver
Pour les articles homonymes, voir Scriver.
Julius Scriver (5 février 1826-5 septembre 1907) est un meunier, tanneur et homme politique fédéral et provincial du Québec.

## Biographie
Né à Hemmingford dans le Bas-Canada, il est le fils de John Scriver et étudie au Workman's School de Montréal et à l'Université du Vermont. 
Élu député du Parti conservateur du Québec dans la circonscription provinciale d'Huntingdon en 1867, il démissionna en 1869 pour se présenter sur la scène fédérale.
Élu député du Parti libéral du Canada dans la circonscription fédérale d'Huntingdon lors d'une élection partielle déclenchée après la démission du libéral-conservateur John Rose en 1869, il fut réélu en 1872, 1874, 1878, 1882, 1887, 1891 et en 1896. Il ne se représenta pas en 1900.
Il sert comme colonel honoraire dans le 6e Bataillon de Hussard. Il est mort à Westmount en 1907 à l'âge de 81 ans.